# 牯嶺街少年殺人事件
『牯嶺街少年殺人事件』（クーリンチェしょうねんさつじんじけん、原題: 《牯嶺街少年殺人事件》、英題: A Brighter Summer Day）は、1991年の台湾映画。

## 概要
1961年6月に台湾で起こり、当時思春期だったエドワード・ヤン監督に衝撃を与えた、中学生男子による同級生女子殺傷事件をモチーフにした青春映画。1950年代末期から1960年にかけてが時代背景であり、エルビス・プレスリーに憧れる少年やごく普通の少年たちの風景や心情、そして事件に至ってしまった少年の心の機微まで描いている。
第28回金馬奨で最優秀作品賞を受賞。第4回東京国際映画祭インターナショナル・コンペティション部門審査員特別賞、国際批評家連盟賞受賞。1995年には、イギリスのBBCによる「21世紀に残したい映画100本」に選出。2015年には釜山国際映画祭のアジア映画ベスト100の第8位（７位の間違い）に選出された。
日本では188分バージョンが1992年4月に劇場公開され、6月から236分バージョンが劇場公開。監督は188分版を決定版としていた。ビデオリリースは236分版のみで、1998年3月のリバイバル上映（配給：シネカノン）では188分版が上映された。
高い評価を受けながらも、日本での興行は惨敗した。その上、配給とソフト発売元となったヒーロー・コミュニケーションズの1995年の倒産により、一時は上映や再ソフト化が困難と言われていた。本作に衝撃を受けたという台湾の映画監督トム・リンは2008年公開の自作『九月に降る風』で映像を引用したかったが、権利が台湾と日本で複数の会社に複雑に分散しているために諦めざるを得なかったという。シネマヴェーラ渋谷の館主である内藤篤によれば、ヒーロー・コミュニケーションズ倒産後の日本国内の権利者を把握して素材が存在するのも確認しているが、特殊な会社が所有していると語っていた。
だが、マーティン・スコセッシが設立したフィルム・ファウンデーションのワールド・シネマ・プロジェクトと米国のクライテリオン社の共同で、オリジナル・ネガより4Kレストア・デジタルリマスター版が製作され、2016年にはクライテリオン社よりブルーレイとDVDが発売された。そして、エドワード・ヤンの生誕70年、没後10年となる2017年3月に、日本では約25年ぶりに236分の4Kレストア・デジタルリマスター版が公開された（配給：ビターズ・エンド）。それに先立って2016年10月25日から開催された第29回東京国際映画祭ワールド・フォーカス部門でプレミア上映された。

## ストーリー
舞台は1960年代初頭の台北・牯嶺街近辺。主人公の小四（シャオスー）（チャン・チェン）は、大戦後に上海から渡ってきた両親、兄、二人の姉、妹とともに暮らしている。公務員の父は生真面目で世渡りはうまくない。しっかり者の母は教師をしている。家は戦前に建てられた小さな日本家屋で、小四が一人になれるのは押し入れの中だけだ。
名門である建国中学の昼間部に合格できず、夜間部に通うことになった小四は「小公園」と呼ばれる不良グループのメンバーと仲良くなる。ある夜、校舎内で「小公園」と敵対する「217」グループとのいざこざがあり、そこにいあわせた小四は誰もいないはずの教室で見知らぬ少女の後ろ姿を見かける。
映画のスタジオに忍び込んで撮影をのぞき見たり、エルヴィス・プレスリーに憧れたりと多感な時期を過ごしていた小四はある日、保健室で小明（シャオミン）（リサ・ヤン）という少女に出会い、やがて少しずつ親しくなっていく。しかし小明は、人を殺して今は行方をくらませている「小公園」のリーダー、ハニー（リン・ホンミン）の恋人だった。小明は母との二人暮らしだが、喘息の発作がひどい母はまともに働けず、二人は住まいを転々としながら貧しい生活を送っている。夜の教室で小四が一瞬姿を見かけたあの少女は彼女だった。
リーダーがいない「小公園」の弱体化を見て取った「217」のリーダー山東（シャンドン）は、ハニーの代理として「小公園」を仕切る滑頭（ホアトウ）に接近する。滑頭の父は中山堂というホールを管理する地位にあり、山東はその滑頭に近づいて中山堂でコンサートを開き、金儲けをする腹づもりだった。コンサートの当日、中山堂の前にハニーが現れるが、山東は人気のないところにハニーを誘い出すと交通事故に見せかけて殺してしまう。恋人の死を知った小明は高熱を発して倒れる。
久しぶりに登校した小明に対して小四は自分の思いを告げるが、小明の態度は曖昧なままである。
「小公園」と「217」の対立は地元のヤクザも絡んで激化し、山東は豪雨の夜に惨殺される。小四も見張り役としてこの事件に関わっていた。その同じ夜、小四の父は大陸のスパイとの繋がりを疑われて当局の厳しい取り調べを受け、帰宅を許されたものの精神的に不安定になってしまう。
小明の心をはかりかねて苦しむ小四は、やがて友人との関係も悪化し、職員室で教師にバットを振り上げるという事件を起こして学校も退学させられてしまう。更に、久しぶりに会った滑頭から、小明が小四の親友である小馬（シャオマー）と関係を持っていたことを聞かされる。小四は小馬に事実を確かめに行くが、小馬は小明とのことはただの遊びだと言って取り合わない。小明の母は小馬の家の家政婦として雇われ、小明も母と共に小馬の家に住んでいた。
ますます行き詰まった小四はある夜、短刀を持って小馬を待ち伏せするが、たまたま通りかかった小明に声をかけられ、言い争いになったあげく彼女を刺殺してしまうのだった。

## キャスト
- 張震（チャン・チェン） - 小四（シャオスー）／張震
- 楊靜怡（リサ・ヤン） - 小明（シャオミン）
- 王啓讃（ワン・チーザン） - 王茂（ワンマオ）／小猫王（リトル・プレスリー）
- 柯宇綸（クー・ユールン） - 飛機（フェイジー）
- 譚至剛（タン・チーガン） - 小馬（シャオマー）
- 周彗國（ジョウ・ホェイクオ） - 小虎（シャオフー）
- 林鴻銘（リン・ホンミン） - ハニー
- 陳宏宇（チャン・ホンユー） - 滑頭（ホアトウ）
- 王宗正（ワン・ゾンチェン） - 二條（アーティアオ）
- 唐暁翠（タン・シャオツイ） - 小翠（シャオツイ）
- 楊順清（ヤン・シュンチン） - 山東（シャンドン）
- 倪淑君（ニー・シュウジュン） - 神経（クレージー）
- 王維明（ワン・ウェイミン） - 卡五（カーウ）
- 張國柱（チャン・クオチュー） - 小四の父（実際にも張震の父親である）
- 金燕玲（エイレン・ジン） - 小四の母
- 王娟（ワン・ジュエン） - 長女・張娟（チャンジュエン）
- 張翰（チャン・ハン） - 兄・老二（ラオアー）（実際にも張震の兄である）
- 姜秀瓊（チアン・ショウチョン） - 次女・張瓊（チャンチョン）
- 頼梵耘（ライ・ファンユン） - 三女・張雲（チャンユエン）
- 徐明（シュー・ミン） - 汪國正（ワン・グオチェン）
- 施明揚（シュー・ミンヤン） - 医者

## スタッフ
- 監督：楊徳昌（エドワード・ヤン）
- 製作総指揮：詹宏志（チャン・ホンチー）
- プロデューサー：余爲彦（ユー・ウェイエン）
- 脚本：楊徳昌（エドワード・ヤン）、閻鴻亞（ヤン・ホンヤー）、楊順清（ヤン・シュンチン）、頼銘堂（ライ・ミンタン）
- 撮影：張惠恭（チャン・ホイゴン）
- 編集：陳博文（チェン・ポーウェン）
- 美術：楊徳昌（エドワード・ヤン）、余爲彦（ユー・ウェイエン）
- 録音：杜篤之（ドゥー・ドゥージ）
- 音楽監修：詹宏達（チャン・ホンダ）